# Jay & the Americans
Jay and the Americans (Джей энд зе американс) — американская вокальная группа.
Группа была сформирована вокруг высокого вокала Дэвида Блатта (выступающего под псевдонимом Джей Блек).
Музыкальный сайт AllMusic характеризует коллектив как «изысканную, величественную поп-группу», которая создавала хиты на протяжении 1960-х годов, и у которой было «много волшебных моментов в чартах», и описывает её стиль как «вокал с влиянием ду-вопа, ухоженный коротковолосый внешний вид и смесь поп-рока с оперной сентиментальщиной». Как пишет веб-сайт, в некотором смысле группа уже на момент своего создания была «группой-старичком», — ностальгической группой в стиле тех, что исполняют свои старые песни давно прошедших лет, — поскольку она была создана на стыке 1950-х и 1960-х годов, но звучала, как что-то из предыдущего десятилетия (1950-х). На момент её создания «гармонические вокальные группы — по крайней мере без аккомпанемента многоваттных электрогитар — уже начинали устаревать». Несмотря на это, группа стала популярной, на равных соревнуясь с такими модными исполнителями, как Beach Boys, Jan & Dean и Four Seasons. И даже во время Британского вторжения её продолжали активно крутить на радио. Выдержав те трудные для американских артистов времена, группа ещё и насладилась рок-н-ролльным возрождением конца 1960-х годов, когда исполнители-старички и старые песни опять пережили бум популярности.
Самый известные хиты группы: «She Cried», «Cara Mia», «Come a Little Bit Closer», «Let’s Lock the Door (And Throw Away the Key)»
Группа была внесена в Зал славы вокальных групп в 2002 году..

## Дискография
- См. «Jay and the Americans § Discography» в английском разделе.